# Makurie
Ve siècle – XVe siècle
Entités précédentes :
- Royaume de Méroé
- Nobatie (VIIe siècle)

Entités suivantes :
- Sultanat de Sennar

La Makurie (ou Makourie, en grec : Μακουρια),  ou Dotawo (en ancien nubien : ⲇⲱⲧⲁⲩⲟ),  également dénommée Royaume de Dongola, est un royaume situé dans ce qui serait aujourd'hui la région s'étendant du nord du Soudan au sud de l'Égypte. Il est l'un des trois royaumes Nubiens qui ont émergé après la chute du royaume de Méroé, qui a dominé la région de 800 av. J.-C. à l'an 350 ap. J.-C. Le royaume de Makurie s'étend le long du Nil de la troisième cataracte à un endroit situé entre la cinquième et la sixième cataracte. Le royaume avait le contrôle des voies d'échanges, des mines, et des oasis de l'est à l'ouest de la région. Sa capitale est Dongola, et le royaume est parfois connu sous ce nom.
À la fin du VIe siècle, le royaume se convertit au christianisme monophysite (copte), mais au VIIe siècle, la conquête de l'Égypte par les armées musulmanes coupe la Nubie du reste de la chrétienté. En 651, la zone est envahie par une armée arabe, mais elle est repoussée et un traité connu sous le nom de baqt est signé et instaure une paix relative entre les deux parties, paix qui durera jusqu'au XIIIe siècle.
Le Royaume de Makurie s'étend en annexant le royaume voisin de Nobatie à peu près à l'époque de l'invasion arabe ou sous le règne de Merkurios. La période s'étendant de 750 à 1150 est synonyme de stabilité et de prospérité et qualifiée en conséquence d'âge d'or. Les agressions grandissantes de l'Égypte et des dissensions internes provoquent l'écroulement de l'État au XIVe siècle.

## Sources historiques

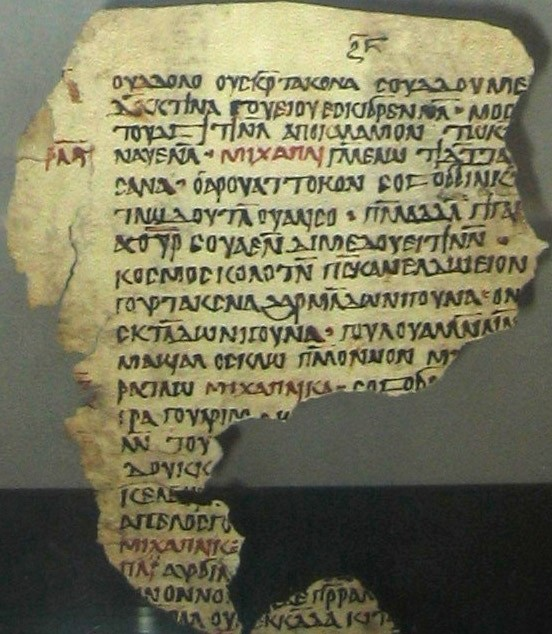
Page d'une traduction nubienne du Liber Institutionis Michaelis Archangelis du IXe siècle/Xe siècles, découvert à Qasr Ibrim, conservé au British Museum. Le nom de l'archange Michel est en rouge.

La Makurie est de loin le mieux connu des royaumes de Nubie chrétienne, mais il reste néanmoins de nombreuses zones d'ombre dans son histoire. Les principales sources historiques de cette période sont les écrits de voyageurs arabes et d'historiens ayant traversé la région nubienne à cette époque. Ces témoignages sont cependant souvent problématiques à exploiter car le regard des musulmans de cette époque sur leurs voisins chrétiens est biaisé. De plus ces écrits concernent principalement le conflit militaire entre Égypte et Nubie. Une exception dans cet ensemble est constituée par le récit détaillé du diplomate égyptien Ibn Selim el-Aswani, qui voyagea à travers le Dongola à l'époque où la Makurie était au sommet de sa puissance, au cours du Xe siècle.
La société nubienne connaissait et pratiquait l'écriture, et une quantité intéressante de textes de cette période ont pu être conservés. Ces documents sont rédigés en ancien nubien, dont l'alphabet est basé sur l'onciale de l'alphabet grec enrichi de quelques symboles coptes et de quelques autres propres à la Nubie. La langue écrite quant à elle est proche de l'actuel nobiin. Bien que ces documents soient depuis longtemps traduits, la quasi-totalité d'entre eux traitent de questions religieuses, ou sont des notes légales, textes de peu d'intérêt pour les historiens. La collection la plus connue reste celle découverte à Qasr Ibrim, qui contient quelques documents officiels exploitables. 
Ces dernières années, l'archéologie a représenté la meilleure méthode pour obtenir des informations sur la Makurie. La construction du haut barrage d'Assouan en 1964 devait recouvrir d'eau ce qui avait autrefois été la Nobatie. En 1960, l'UNESCO engage de nombreuses actions pour réaliser le plus de fouilles de sauvegarde possibles avant la mise en eau du barrage. À cette occasion, des milliers d'experts sont mobilisés de par le monde. Parmi les sites d'importance prospectés, on trouve la ville de Faras et sa cathédrale mise au jour par le Centre polonais d'archéologie méditerranéenne, les travaux anglais menés à Qasr Ibrim (Société d'exploration de l'Égypte) et ceux de l'université du Ghana dans la partie ouest de la ville de Debeira. Ces travaux apportèrent de très nombreuses informations sur la Nubie médiévale. Tous ces sites sont situés sur la zone conquise en Nobatie ; le seul site archéologique important en chantier de Makurie proprement dit est celui de l'exploration partielle de la vieille ville de Dongola.

## Histoire

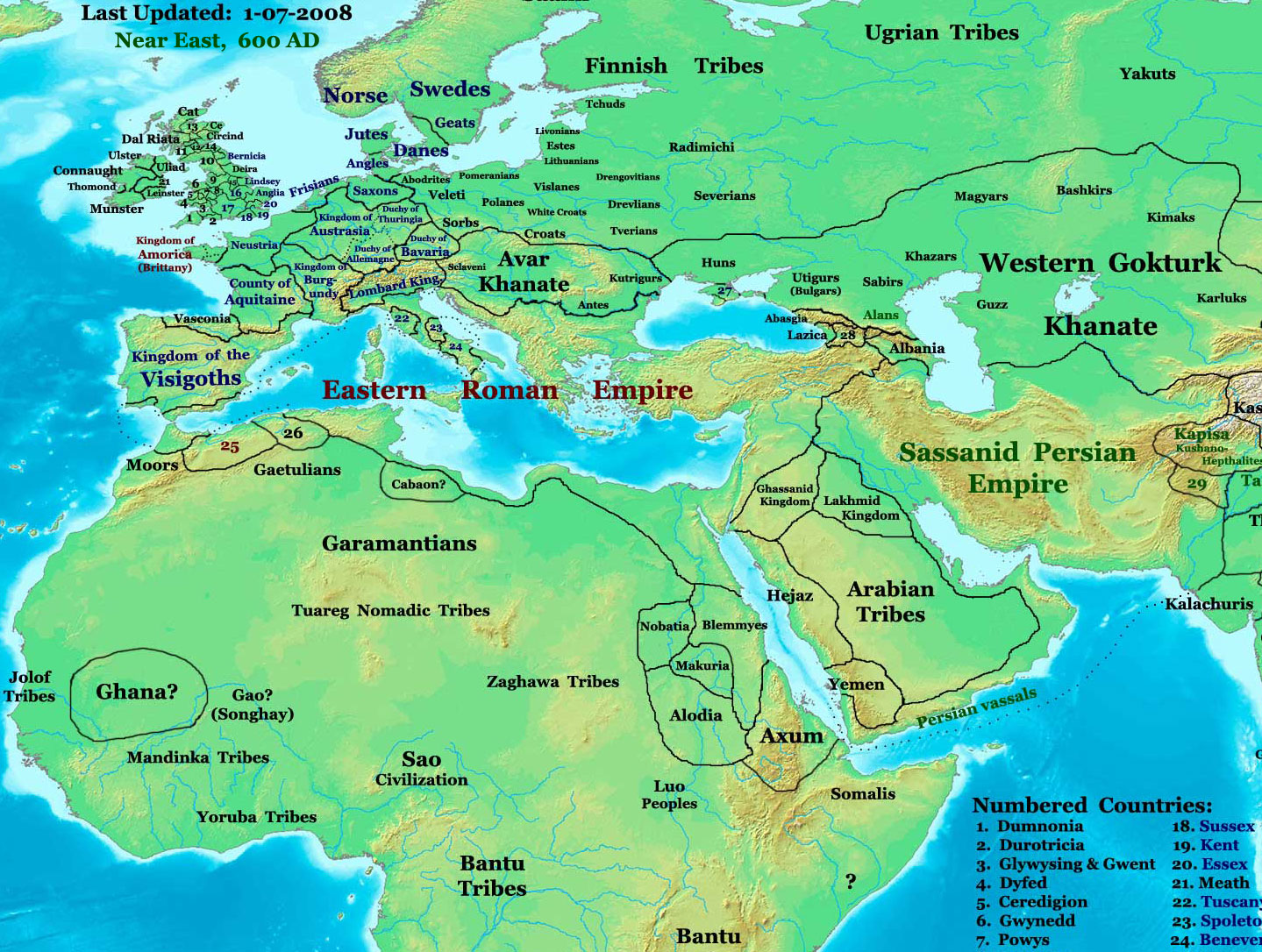
La Makurie en l'an 600, au sud de l'Égypte, alors province de l'Empire romain d'orient.

### Origines
Les origines du royaume de Makurie sont incertaines. Ptolémée mentionne toutefois une tribu nubienne portant le nom de Makkourae, qui pourrait être les ancêtres des habitants de Makurie. 
Le royaume semble s'être constitué au IVe ou Ve siècle. Durant la première moitié du VIe siècle, le siège du pouvoir migre de Napata vers Dongola. Les fouilles d'une tombe sur le site d'El-Ghaddar semble démontrer qu'un des premiers rois de Makurie était issu de l'élite méroitique.
La première mention écrite de la Makurie se trouve dans un texte de Jean d'Éphèse au VIe siècle, il s'élève contre l'hostilité de la Makurie envers les missionnaires monophysites voyageant vers l'Alodie. Claude Rilly émet l'hypothèse que le royaume de Makurie aurait été converti initialement à la foi melkite (dyophysites ou chalcédonienne), ce qui pourrait expliquer cette hostilité envers les monophysites. Les écrits de Jean de Biclar confirment  cette conversion à la foi byzantine (melkite) en 568, et évoquent la signature d'un traité d'amitié entre la Makurie et l'empire byzantin.
Des missionnaires provenant probablement d'Anatolie fondent, au VIe siècle, un monastère (Kom-H) près de la citadelle de l'ancienne Dongola.
En 580, Makurie et Nobatie fusionnent, les sources archéologiques ainsi que les sources écrites, dont les commentaires arabes sur l'invasion de la Makurie en 652, attestent de cette fusion précoce des deux royaumes (la date de cette fusion a longtemps été discutée). 
La dénomination du royaume de Makurie n'est pas claire, que ce soit dans les sources contemporaines ou parmi les historiens modernes. La Makurie reste le terme employé en géographie pour désigner la moitié sud du royaume mais aussi pour désigner le royaume dans son ensemble. Certains auteurs utilisent même le terme de Nubie, ignorant en cela que le sud de la Nubie était toujours sous le contrôle de la partie indépendante de l'Alodie. Il est parfois aussi fait mention du royaume de Dongola d'après le nom de sa capitale. On trouve également parfois l'appellation de royaume de Makurie et Nobatie, ce qui implique peut-être une double monarchie. Enfin, on peut également trouver le terme de Dotawo qui peut faire référence à un royaume totalement indépendant. 
À la fin du VIe siècle, trois évêchés sont créés en Nobatie (Qurta, Phrim et Pachoras) et deux en Makurie (Zae et Dongola). La présence d'une cathédrale est attestée dans trois de ces sites (Phrim, Pachoras et Dongola).

### Menaces perses puis arabes auVIIesiècle
En 617, les perses sassanides envahissent l’Égypte et atteignent la frontière de la Makurie qu'ils ne franchissent pas. Les Sassanides auraient plutôt privilégié les monophysites les considérant comme leurs alliés contre les Byzantins. En 629, une contre attaque de l'empereur Héraclius restitue l’Égypte à l'empire byzantin.
En 642, ce sont les arabes qui envahissent l’Égypte et poursuivent leur avancée vers la Makurie, ils sont repoussés une première fois lors de la première bataille de Dongola. Les arabes attaquent de nouveau en 652 et sont battus lors de la seconde bataille de Dongola. La manière dont les Nubiens assurent leur victoire n'est pas claire, mais les chroniqueurs arabes remarquent la grande habileté des archers Makuriens. Dongola subit néanmoins des pertes importantes et une partie des églises est détruite. C'est la seule défaite d'importance infligée aux armées arabes durant le premier siècle de leur expansion. Cette défaite entraine la signature du baqt, qui garantit la paix entre les deux parties. Dans ce traité, les Nubiens s'engagent à envoyer chaque année à l'Égypte plusieurs centaines d'esclaves ; en contrepartie, les Égyptiens doivent fournir de la nourriture et des produits transformés. En outre le traité interdit aux égyptiens de s'installer dans les royaumes nubiens et aux nubiens de s'installer en Égypte, cette clause permettra aux royaumes de Nubie de conserver longtemps leur indépendance face aux régimes musulmans qui se succédèrent en Égypte. Elle sera également un obstacle à la propagation de l'Islam vers le centre de l'Afrique.
Le baqt, négocié par le roi de Makurie, s'applique également à toute la partie nord de l'Alodie. 
Zacharie Ier devient roi immédiatement après la seconde bataille de Dongola. Sous son règne, la cité de Dongola s'agrandit, un monument orné de peintures murales est érigé à la gloire des défenseurs de Dongola, une nouvelle cathédrale est construite en remplacement de l'ancienne détruite par l'armée arabe. L'église de Makurie reste toujours melkite à cette époque. 
Sous le règne du successeur de Zacharie Ier (son nom reste inconnu), la nouvelle cathédrale est terminée et une nouvelle église, l'église aux colonnes de granite, est bâtie à Dongola. 

### Le nouveau Constantin et le Grand roi
Sous le règne de Mercure (695-715), appelé le « Nouveau Constantin » par Jean le Diacre (Johannes Diaconus), la Makurie, restée melkite durant plus d'un siècle, se convertit au monophysisme et rejoint alors le culte pratiqué dans la province de Nobatie et en Alodie,. Probablement à la suite de cette conversion, une cathédrale est construite à Pachoras (Faras) ainsi qu'une nouvelle cathédrale à Dongola. C'est dans la cathédrale de Faras que furent découvertes, par le Centre polonais d'archéologie méditerranéenne, les magnifiques peintures murales conservées aux musées de Varsovie et de Khartoum. Elles démontrent la richesse artistique de ce royaume.

Peintures murales de la cathédrale de Faras - Musée national de Varsovie
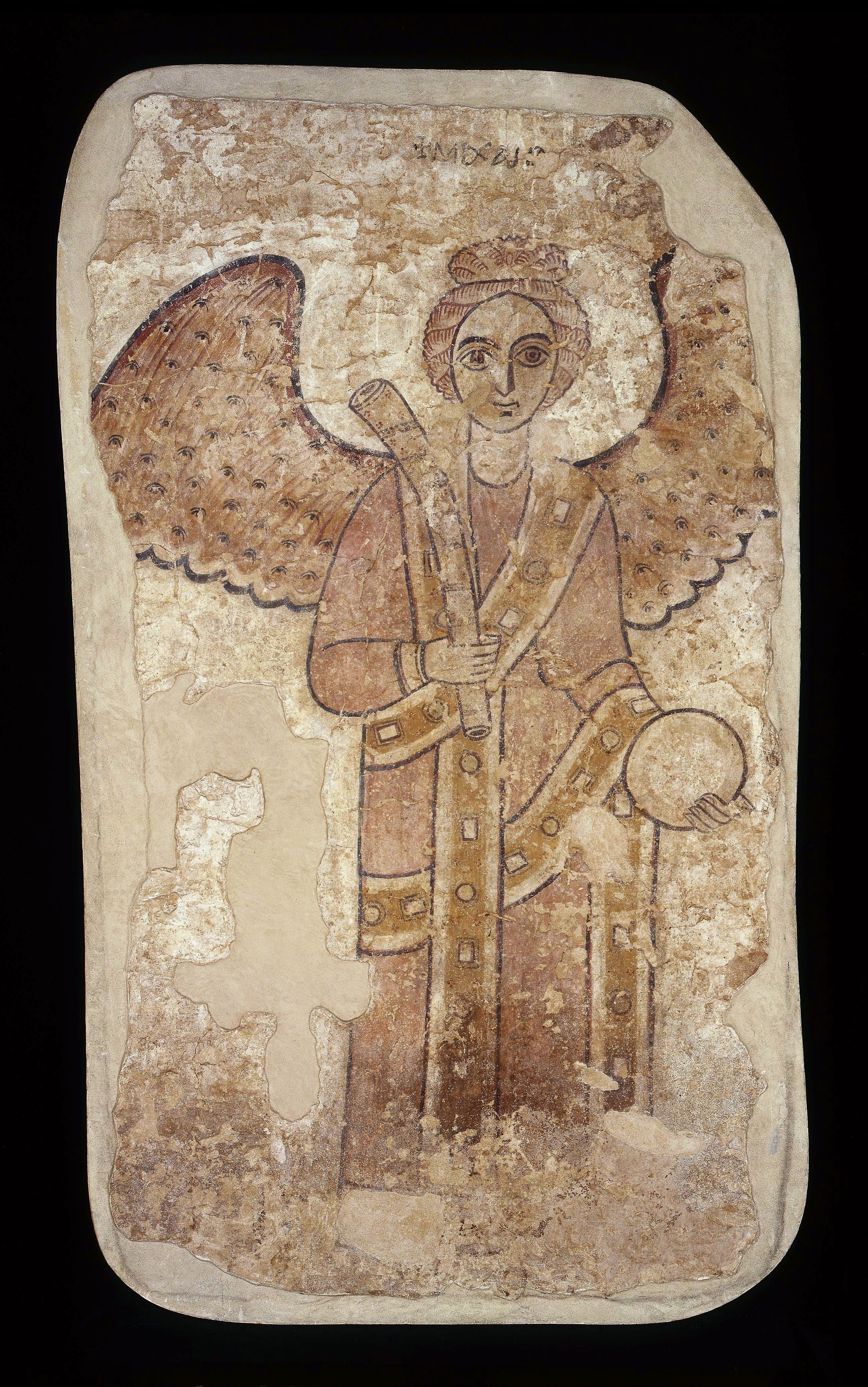
Saint-Michel (IXe siècle)
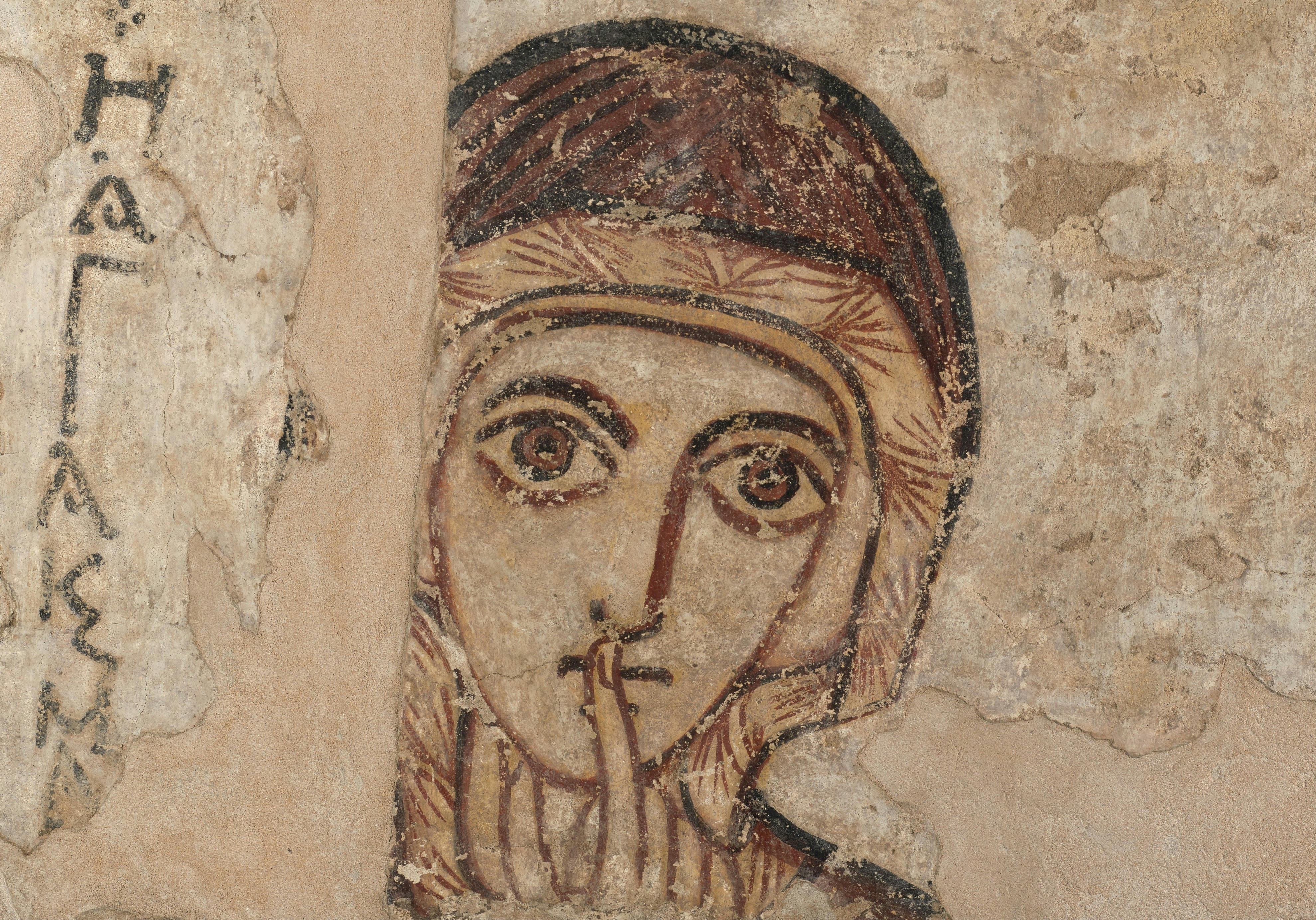
Sainte Anne (VIIIe siècle)
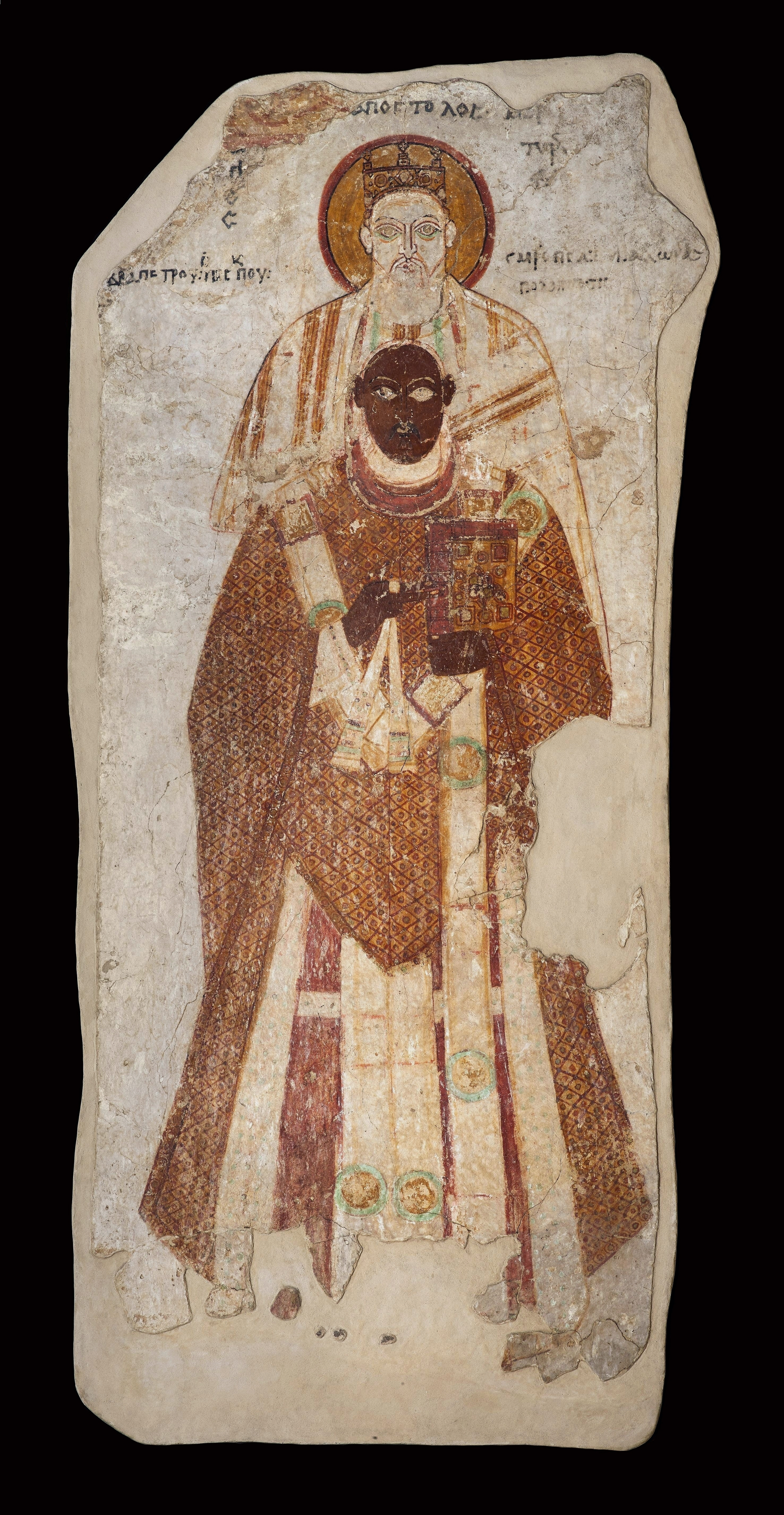
L'évêque Petros avec Saint Pierre (Xe siècle)

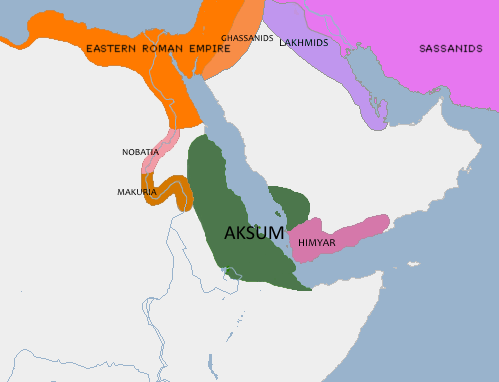
La Nubie au VIe siècle (au nord la Nobatie et l'Empire byzantin, à l'est le royaume d'Aksoum et le Himyar)

En 720, un conflit survient entre l'évêque Cyriaque et le jeune roi Abraham, c'est peut-être pour cette raison que ce roi ainsi que son successeur Marc sont tués. Leur successeur également nommé Cyriaque réforme le pays, la Nobatie est érigée en éparchie. L'éparque de Nobatie réside à Pachoras, citadelle fortifiée.
De 746 à 770, sous le règne de Cyriaque II - appelé le « Grand roi », par Jean le Diacre - le gouverneur ommeyade d’Égypte emprisonne le patriarche copte d'Alexandrie. En réaction Cyriaque envoie l'éparque de Nobatie pour demander sa libération, il est également emprisonné. Cyriaque attaque alors la Haute Égypte vers 750 et en pille les villes. Le gouverneur, trop faible, libère les deux détenus. En 750, la dynastie ommeyade est remplacée par la dynastie abbasside. En application du Baqt, Cyriaque refoule les fils du calife Ommeyade destitué qui cherchaient refuge en Makurie.

### Apogée
La Makurie semble avoir été stable et prospère pendant les VIIIe et IXe siècles. À cette époque, l'Égypte, affaiblie par des guerres civiles fréquentes, ne représente pas une grande menace pour le nord du pays. Ce sont alors les Nubiens qui interviennent le plus dans les affaires des pays voisins. La majorité de la Haute-Égypte est alors encore chrétienne et envisage les royaumes nubiens comme des protecteurs potentiels. Il est même fait mention de la mise à sac du Caire au VIIIe siècle, dans le but de défendre les chrétiens, mais il s'agit sûrement là d'un récit apocryphe.
En 836, le régent de Makurie, Zacharie III envoie son fils Georges à Bagdad afin de négocier un arrangement avec le calife abbasside Al-Mutasim. En effet, la Makurie n'avait pas respecté les clauses du Baqt en ne livrant aucun esclave depuis quatorze ans. Le calife accepta d'effacer cette dette et décida que les clauses du Baqt n'interviendraient plus que tous les trois ans.
Plus tard, Georges Ier, en tant que roi, joue un rôle important dans l'histoire de l'explorateur arabe al-'Umari[réf. nécessaire]. 
La poterie, la peinture et l'architecture nubienne atteignent leur apogée à cette époque. Les murs des édifices religieux se couvrent de splendides peintures (Banganarti, Monastère Saint-Antoine de Dongola, Faras, ...). Églises et monastères se multiplient sur tout le territoire. Une nouvelle cathédrale est construite à Dongola, son dôme culminant à vingt-huit mètres. La salle d'audience de Dongola destinée à recevoir les ambassadeurs date également de cette époque. De nombreuses forteresses sont construites au nord de la Makurie pour contrer les raids musulmans venus d’Égypte.

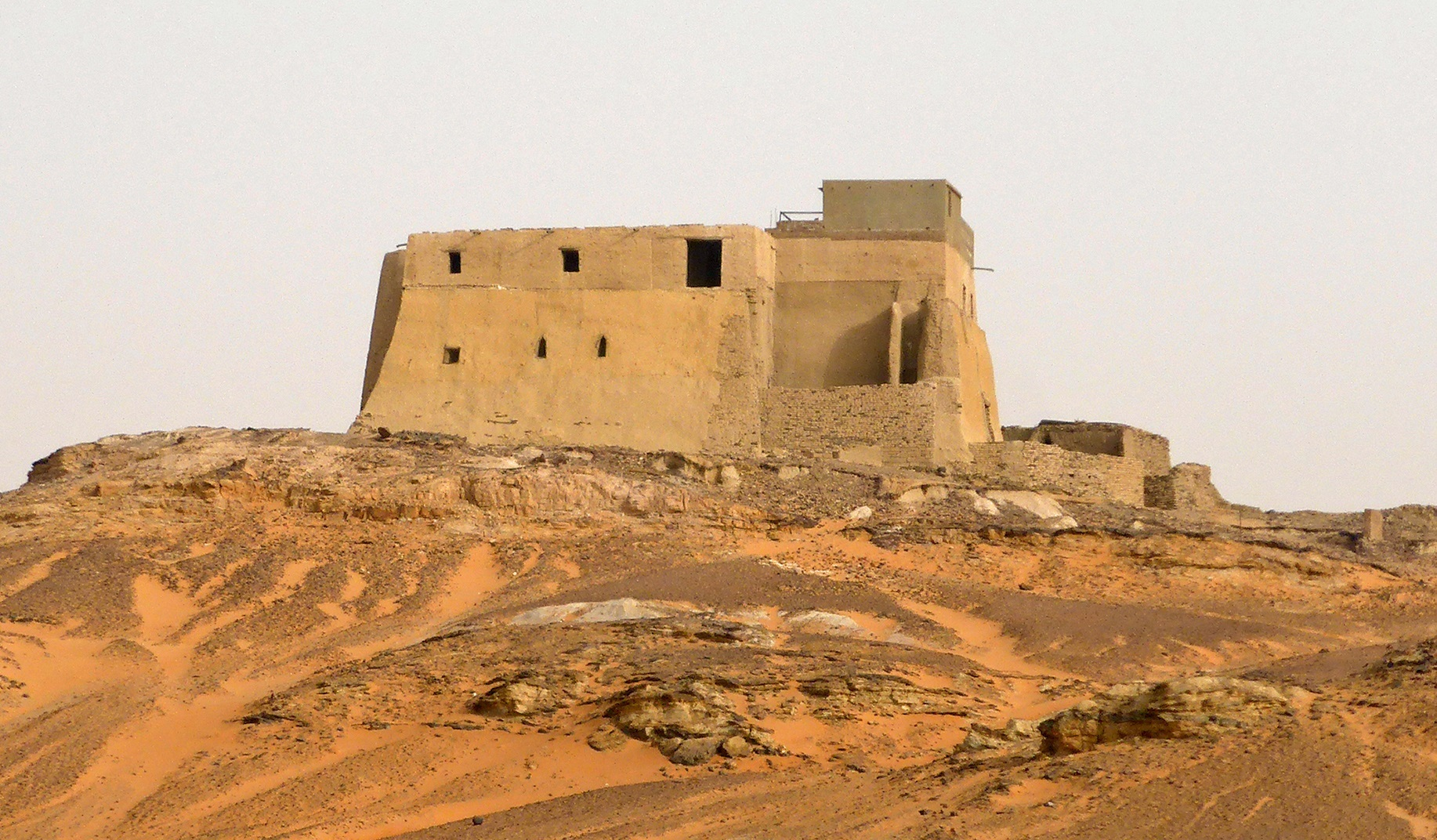
Salle d'audience de Dongola

Mais au milieu du XIe siècle, des inondations provoquent de fortes pertes de récolte en Makurie, la situation économique difficile motive un rapprochement entre les royaumes de Makurie et d'Alodie. Les deux familles régnantes (Zacharie V pour la Makurie) décident de s'unir en 1060. Selon les termes de l'alliance, la sœur du roi de Makurie devait épouser un membre de la famille régnante d'Alodie.
A cette époque l'Alodie est plus riche que la Makurie.
L'Égypte et la Makurie vont développer des relations fortes et pacifiques à l'époque fatimide. En effet, les Fatimides chiites ont alors peu d'alliés parmi le monde musulman et ils considèrent alors les chrétiens d'Afrique comme de bons alliés.
La puissance fatimide dépend aussi des esclaves noirs fournis par la Makurie, en particulier pour venir grossir les rangs de leur armée. Le commerce entre les deux États est donc florissant. L'Égypte expédie de l'orge, du vin et du lin, tandis que la Makurie exporte de l'ivoire, du bétail, des plumes d'autruches et des esclaves.
En 1130, Georges V devient roi de Makurie, il le restera vingt-cinq ans. Il meurt au Caire en 1157.
Après une médiation des Fatimides entre le roi de Makurie Georges V et le roi d'Alodie Paul, Moïse est couronné roi de Makurie en 1155 en remplacement de David qui avait brièvement usurpé le trône. Il devient également roi d'Alodie après la mort de Paul. Le successeur de Moïse, en tant que roi de Makurie, sera Georges VI.
Les relations avec l'Égypte se dégradent lorsque les Ayyoubides prennent le pouvoir en Égypte en 1171. Très tôt au début de cette période, les Nubiens envahissent l'Égypte, peut-être avec le soutien de leurs alliés Fatimides. Les Ayyoubides réagissent rapidement, Saladin envoie son frère Turan Shah contre-attaquer, il défait les Nubiens et occupe Qasr Ibrim pendant plusieurs années avant de se replier vers le nord. Peu après, les Ayyoubides forcent les tribus arabes Banu al Kanz à se replier dans la province nord de la Makurie (Al Maris pour les arabes). Durant la même période, la Nubie et le sud de l’Égypte subissent la pression de tribus nomades. Ce climat incertain incita probablement la Makurie  et les Banu al Kanz à s'allier. 
Les Ayyoubides décident alors d'envoyer un émissaire en Nubie afin d'évaluer son potentiel et éventuellement de la conquérir définitivement. Mais cet émissaire juge le pays trop pauvre. C'est pourquoi il semble que les Ayyoubides ignorent cette zone pendant tout le siècle qui suit[réf. nécessaire].

### Le déclin
Il n'existe pas de récits de voyages sur la Makurie de 1171 à 1272, et les évènements marquant cette période restèrent longtemps inconnus, bien que des découvertes archéologiques récentes fournissent quelques éclairages. À cette époque le royaume semble entrer dans une phase de déclin. La meilleure source disponible est Ibn Khaldoun qui écrit quelques dizaines d'années plus tard un texte sur les invasions bédouines et le rôle qu'y jouèrent les Arabes. Les Ayyoubides se comportent en effet de façon particulièrement agressive avec les tribus bédouines de déserts voisins, les poussant à un conflit avec les Nubiens. 
Les éléments archéologiques donnent des preuves évidentes d'instabilité croissante en Makurie. Les villes, autrefois ouvertes, se dotent progressivement de remparts, les habitants se déplacent vers des positions plus facilement défendables, comme le haut des falaises dans le cas de Qasr Ibrim. Les habitations se complexifient, intégrant en particulier des caches secrètes pour la nourriture ou les biens de valeur. 
Les travaux archéologiques montrent également une présence grandissante d'éléments arabisants ou islamisants. La liberté de commerce étant un des articles du baqt, les marchands arabes se mettent à occuper une place importante à Dongola et dans d'autres villes. Il est même envisageable que le nord (l'ancien royaume de Nobatie) soit fortement arabisé et islamisé, cette zone, quasi autonome par rapport à Dongola, étant de plus en plus dénommée al-Maris dans les textes.
Bien que les tribus du désert soient les forces de destruction les plus actives dans ce déclin, les fréquentes campagnes des Mamelouks égyptiens sont beaucoup plus documentées. L'un des termes du baqt est que la Makurie doit assurer la sécurité de la frontière sud de l'Égypte contre les raids menés par des tribus du désert comme les Bejas. Ne pouvant plus assurer son rôle, l'État de Makurie doit laisser les armées égyptiennes intervenir, se laissant par la même affaiblir un peu plus.  
À partir du milieu du XIIIe siècle, les Mamelouks subissent la pression des invasions mongoles et se battent contre les croisés à Jérusalem. Le roi de Makurie, David Ier choisit cette époque (1272) pour prendre le contrôle du principal port égyptien sur la mer Rouge, Aydhab, et au retour de cette expédition il pille la ville d'Assouan. 
Le sultan mamelouk Baybars envahit alors la Makurie et attaque Dongola. Il y rétablit Le roi Shékanda qui avait été destitué par David. Le roi chrétien signe un accord de vassalité avec l'Égypte et une garnison mamelouke s'installe à Dongola. La Makurie doit payer un lourd tribut et perd une partie de ses provinces (territoires d'al-Ali et d'al Jabal équivalents à l'ancienne Nobatie). Après quelques années de cette occupation, Shamamun, un autre membre de la famille royale de Makurie, mène une rébellion afin de chasser la garnison égyptienne de Dongola. Dix ans plus tard, en 1288, Dongola est de nouveau attaquée, Shamamun est déposé, le baqt est renégocié et doit être payé annuellement. Les armées mameloukes ayant fort à faire dans d'autres zones (bataille de Saint-Jean-d'Acre), le sultan d'Égypte accepte cette proposition.  
Après une période de paix, le roi Karanbas, le dernier roi chrétien, ne règle plus les paiements prévus et les Égyptiens envahissent de nouveau le pays. En 1317, le sultan mamelouk an-Nasir Muhammad veut installer un prétendant musulman, Barshanbu, sur le trône de la Makurie. Karanbas propose plutôt son neveu musulman, le  Kanz al-Dawla des Banu al Kanz, qu'il juge plus coopératif. Les dignitaires des Banu al Kanz se mariaient, en effet, avec les sœurs des rois de Makurie afin de pouvoir prétendre au trône, conformément à la transmission matrilinéaire de la dignité royale.
Le  Kanz al-Dawla est arrêté par les Mamelouks et Barshanbu devient roi. Il le reste peu de temps car le Kanz al-Dawla, libéré, récupère le trône et le conserve malgré deux expéditions du sultan contre la Makurie. C'est à cette époque (1317) que la salle d'audience (throne hall) de Dongola est transformée en mosquée. La Makurie devient alors un royaume chrétien dirigé par un roi musulman, le royaume n'est plus soumis au respect du baqt. Durant son règne, le Kanz al-Dawla fonde une colonie de langue nubienne à Assouan, les Banu al Kanz s'y installent et y resteront. 
l'ancienne Dongola est abandonnée en 1364 sous la pression des raids arabes, une nouvelle ville du même nom est fondée plus au nord. La cour se réfugie à Gebel Adda et l'éparque à Qasr Ibrim. Un petit royaume subsiste dans cette région probablement durant un siècle. 
La dernière preuve de l'existence de la famille royale de Makurie est un appel à l'aide datant de 1397. 
En 1412, les Banu al Kanz prennent le contrôle de la Nubie et d'une partie de l'Égypte (jusqu'à la Thébaïde). Ils règnent en maîtres jusqu'en 1517, date à laquelle ce territoire est conquis et rattaché au reste de l'Égypte par les armées ottomanes du sultan Sélim Ier.

## Gouvernement
La Makurie est une monarchie dirigée par un roi siégeant à Dongola-la-Vielle. Le roi est également considéré comme un prêtre et peut célébrer la liturgie à la seule condition qu'il n'ait pas versé de sang humain,. Les modalités des successions ne sont pas claires. Les premiers écrits indiquent une succession de la charge de père en fils. Après le XIe siècle, il semble pourtant que soit adoptée une transmission au neveu par l'oncle maternel, comme cela était la coutume dans le pays de Koush. L'historien Shinnie propose que la forme tardive de succession ait toujours été utilisée, mais que les premiers écrits arabes l'interprétèrent mal en la rapprochant du système patrilinéaire classique qui est le leur.
La hiérarchie sous l'autorité du roi est très mal connue. Une grande quantité d'officiers, de généraux, faisant usage d'appellations romaines sont mentionnés dans les textes, mais leur rôle n'y est jamais décrit. Un personnage est un peu mieux connu, grâce aux documents trouvés à Qasr Ibrim indiquant que l'Eparque de Nobatie semble avoir été vice-roi de cette région après son annexion par la Makurie. Les chroniques de l'Eparque montrent de façon claire qu'il est responsable du commerce et de la diplomatie avec les Égyptiens. Les plus anciens écrits indiquent que l'Éparque est nommé par le roi, mais des notes plus tardives semblent montrer que la charge était devenue héréditaire. Cette charge se transforme peut-être en titre de Seigneur des chevaux, qui dirige par la suite la région d'al-Maris, région autonome qui passe ensuite sous contrôle égyptien.
Il semble que les évêques aient aussi joué un rôle dans le gouvernement. Ibn Selim el-Aswani relate qu'avant que le roi valide sa mission, il rencontre un conseil composé d'évêques. El-Aswani décrit un État fortement centralisé, mais pour d'autres chroniqueurs il s'agit d'une confédération de treize royaumes présidée par le roi de Dongola. Il est très difficile de discerner ce que pouvait être la réalité, mais le royaume de Dotawo, dont il est fait de nombreuses fois mention dans les écrits de Qasr Ibrim, a pu être l'un de ces royaumes fédérés.

### Rois de Makurie
NB : les dates données sont incertaines pour la grande majorité des dirigeants connus.
- Qalidurut (651 - 652)
- Zacharie Ier (645 - 655)
- Mercure (v. 675 - v. 710)
- Zacharie II (en)
- Simon (en) (v. 744 - v. 748)
- Abraham (en) (v. 748 - v. 760)
- Marc (en) (v. 760)
- Cyriaque (en) (v. 760 - v. 768)
- Michel (v. 790 - v. 810))
- Jean (v. 810 - v. 822)
- Zacharie III Israël (en) (v. 822 - v. 831)
- Qanun l'usurpateur (v. 831)
- Zacharie III Israël (en) (v. 831 - v. 854)
- Ali Baba (en) (v. 854 - v. 860)
- Israël (v. 860 - v. 870)
- Georges Ier (en) (v. 870 - 892)
- Asabysos (v. 892 - v. 912)
- Etienne (v. 912 - v. 943)
- Kubri ibn Surun (v. 943 - v. 958)
- Zacharie IV (v. 958 - v. 969)
- Georges II (en) (v. 969 - v. 980)
- Simeon (v. 980 - v. 999)
- Raphaël (en) (v. 999 - v. 1030)
- Georges III (v. 1030 - v. 1080)
- Salomon (en) (v. 1080 - v . 1089)
- Basile (v. 1089 - v. 1130)
- Georges IV (de) (v. 1130 - v. 115)[45]
- Moïse (en) (v. 1155 - v. 1174), roi de Makurie et d'Alodie[45]
- Georges V[45]
- Yahya (v. 1210 - v. 1268)
- David Ier (v. 1268 - v. 1274)
- David II (v. 1274 - 1276)
- Shakanda (de) (1276 - v. 1277)
- Masqadat (v. 1277 - 1279)
- Barak (1279 - 1286)
- Samamun (de) (1286 - 1293)
- Amai (1304 - 1305)
- Kudanbes (1305 - 1312)
- Karanbas (1312 - v. 1312)
- Sayf al-Din Abdullah Barshambu (v. 1312 - 1323)
- Karanbas (1323)

## Religion

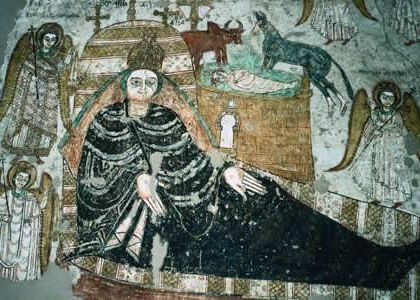
Fresque de la Nativité, chœur de la cathédrale de Faras. Musée national du Soudan, Khartoum.

Un des thèmes les plus débattus parmi les chercheurs concerne la religion pratiquée en Makurie. Jusqu’au Ve siècle, il semble que la religion méroïtique soit restée prédominante, alors qu’elle disparaissait en Égypte. Au Ve siècle, les Nubiens lancent une expédition en Égypte, durant laquelle les chrétiens essayent de transformer les principaux temples en églises. Les découvertes archéologiques pour cette période comportent de nombreux motifs chrétiens en Nubie, ce qui pour certains indique que la conversion évoquée ci-dessus était déjà en cours. Pour d’autres, ces ornementations sont plus le signe de la foi des fabricants égyptiens que de celle des acheteurs nubiens.
La conversion définitive au christianisme se fait avec l’appui de missions au cours du VIe siècle. L’empire byzantin décide d’expédier des émissaires pour convertir les royaumes à la foi chalcédonienne, mais l'impératrice Théodora aurait, selon certains, conspiré pour retarder le départ de la mission pour permettre à un groupe de monophysites d’être les premiers arrivés sur place,. Jean d'Éphèse rapporte que les monophysites réussissent à convertir les royaumes de Nobatie et d’Alodie, mais que celui de Makurie reste pour le moins hostile. Jean de Biclar affirme que la Makurie embrasse la foi byzantine (melkite) en 568. Les pièces archéologiques semblent montrer une conversion rapide soutenue par une adoption officielle de la nouvelle religion : une église aurait été construite à Dongola-la-Vieille durant la seconde moitié du VIe siècle. Des traditions millénaires, comme la construction de tombes élaborées et l’enfouissement d’objet coûteux avec le défunt, sont abandonnés et les temples à travers toute la région semblent avoir été transformés en églises. Il semble aussi que de nouvelles églises aient été bâties dans toutes les villes et villages.
À la fin du VIe siècle la Makurie melkite absorbe la Nobatie copte, les historiens se sont longtemps étonnés que les conquérants aient adopté la foi de leurs rivaux. Il est admis qu’au VIIe siècle la Makurie est officiellement de religion copte (monophysite) et reconnait l’autorité du patriarche d’Alexandrie. Certains historiens sont également divisés pour savoir si ce fait marque la fin de l’opposition melkisme/copte car il existe des preuves de la subsistance d’une minorité melkite persistante jusqu’à la chute du royaume. Le roi du Makurie devient le défenseur de ce dernier en intervenant de manière occasionnelle pour le protéger, comme le fait Cyriaque en 722.  Il est clair que l’influence copte égyptienne dans la région était forte et que la puissance byzantine déclinait et cette opposition a pu jouer un rôle dans l’adoption de l’une ou l’autre des obédiences. 
Selon l'ouvrage de Johann Michael Vansleb (History of the Church of Alexandria), l’Église de Makurie était organisée en sept diocèses : Korta (Qurta), Ibrim (Qasr Ibrim), Bucoràs (Faras), Dunkala/Dungala (Old Dongola), Sai (Île de Saï), Termus and Scienkur, ces deux derniers sites n'ayant pas encore été identifiés en 2016,. Contrairement à l’Éthiopie il n’existe pas d’instance nationale et chacun des sept évêques reçoit ses ordres directement du patriarche d’Alexandrie. Les évêques sont nommés par le patriarche et non par le roi, même s’il semble qu’ils soient pour leur majorité choisis parmi des Nubiens plutôt que parmi des Égyptiens.
Trois sortes de monachismes coexistaient en Nubie Chrétienne : les Anachorètes (ermites isolés), les laures (ermites groupés communiquant peu entre eux) et les cénobites vivant en monastères. Deux ermitages sont bien connus en Nubie, à Faras et à Ez Zuma. Plusieurs autres sites sont suspectés d'avoir abrités des ermitages anachorètes ou laures. Deux grands monastères cénobitiques avaient déjà été fouillés en 2020 (Qasr al Wizz et el-Ghazali), deux autres étaient en cours de fouilles (Kom-H et Kom-D à proximité d'Old Dongola). Une dizaine d'autres sites susceptibles d'abriter des monastères seraient encore à fouiller. Les sources épigraphiques permettent d'établir une liste de dix-huit monastères dans l'ensemble de la Nubie chrétienne, les premiers d'entre eux seraient apparus au milieu du VIIe siècle. Tous ces monastères sont en déclin au XIIIe siècle.
L'église de Banganarti, riche de magnifiques peintures murales et d'un millier d'inscriptions faisait l'objet d'un important pèlerinage probablement jusqu'au XVIIIe siècle.
La fin du christianisme en Makurie n’est pas claire, mais une pièce du puzzle est apportée par un récit de voyage de Francisco Álvares, qui fait partie de la cour de l’empereur Lebna-Dengel d’Éthiopie et raconte qu’une ambassade de Nubie chrétienne vient demander, dans les années 1520, la fourniture de prieurs, évêques et d’autres clercs afin de tenter de maintenir le christianisme dans leur pays. Lebna Dengel refuse l’aide demandée sous prétexte que les évêques sont nommés par le patriarche d’Alexandrie et qu’eux-mêmes doivent s’y rendre afin de lui demander assistance.

## Économie
La principale activité économique du royaume de Makurie est l'agriculture, avec des récoltes annuelles d'orge, de millet et de dattes. Les méthodes employées sont sensiblement les mêmes que celles utilisées depuis plusieurs millénaires. Quelques ilots de terres irriguées s'étalent le long des berges du Nil, qui les fertilise lors de ses inondations annuelles. Une avancée technologique majeure est la saqiya (noria), une roue à eau permettant l'irrigation, introduite à l'époque romaine où elle permet d'augmenter les surfaces cultivées, les rendements et la densité de population. Les traces de propriétés sur les terrains, indiquent que la terre est divisée en petites parcelles individuelles plutôt qu'en parcelles communes comme c'est le cas dans un système de culture seigneurial. Les agriculteurs vivent dans de petits villages formés de maisons adjacentes en briques crues.
La production manufacturée est essentiellement représentée par la poterie, en particulier dans la ville de Faras, et le tissage à Dongola. Des ateliers à vocation locale ou régionale travaillent le cuir, le métal et pratiquent le tissage de paniers, nattes ou de sandales à base de fibres de palmier. Autre activité d'importance, l'exploitation d'une mine d'or dans les collines de la mer Rouge à l'est de la Makurie.
Le commerce est basé sur le troc car l'État ne semble jamais avoir adopté de monnaie. Cependant dans le nord, les pièces égyptiennes sont couramment utilisées. Le commerce avec l'Égypte est important. De celle-ci sont importées des denrées précieuses et transformées. Les esclaves représentent l'exportation principale du royaume. Les esclaves expédiés au nord ne sont pas originaires de Makurie mais plutôt de zones du sud et de l'ouest de l'Afrique.
On ne sait que peu de choses des relations commerciales de la Makurie avec les autres régions d'Afrique. Il existe quelques signes archéologiques de contacts avec des zones de l'ouest comme le Darfour ou la région de Kanem-Bornou[réf. nécessaire]. 
Il semble y avoir eu en revanche de nombreux contacts diplomatiques avec les chrétiens d'Éthiopie du sud-est. Par exemple, au Xe siècle, Georges II intervient en faveur du dirigeant de l'époque (dont le nom n'est pas connu) et réussit à persuader le patriarche latin d'Alexandrie, Philoteos, de doter l'Église orthodoxe éthiopienne d'un abouna (évêque métropolitain). Cependant il existe peu d'indices d'un commerce développé entre ces deux États chrétiens.

## Culture
La Nubie chrétienne a longtemps été considérée comme quantité négligeable en grande partie parce que ses tombes sont de petite taille et manquent de mobilier des époques antérieures. Les chercheurs de l’époque moderne se sont rendu compte que cette situation était le fait d’une originalité culturelle et que la Makurie possédait en fait une culture riche et vivante.

### Arts
Une des plus importantes découvertes du plan de sauvegarde d’urgence en basse-Nubie (avant la mise en eau du barrage d'Assouan) est la cathédrale de Faras. Cet imposant édifice, entièrement recouvert par les sables, a conservé une série de très belles peintures. D’autres peintures (bien que moins bien préservées) ont été découvertes dans d’autres sites de Makurie, dont des palais ou des résidences privées, permettant ainsi d’appréhender d’une manière plus large l’art de Makurie.
Le style et les thèmes sont fortement influencés par l’art byzantin ainsi que par l’art copte et palestinien. En grande majorité d’inspiration religieuses, elles décrivent les scènes classique de l’art chrétien. On trouve également des peintures représentant des rois de Makurie, des évêques à la peau notablement plus foncée que celle de personnages bibliques.

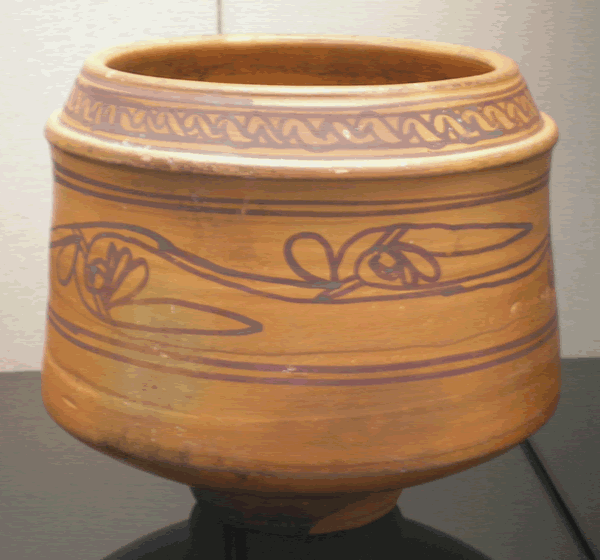
Poterie nubienne médiévale provenant de Qasr Ibrim. British Museum.

La poterie nubienne à cette période est également remarquable. Shinnie la décrit comme « la plus riche des poteries indigènes du continent africain ». Les historiens différencient trois époques pour la poterie :
- la période précoce, de 550 à 650 (selon Adams) ou 750 (selon Shinnie), est représentée par des poteries assez simples et similaires à celles du Bas-Empire romain. Elle est également caractérisée par l’importation de poteries égyptiennes. Adams soupçonne que ce commerce ait pris fin avec l’invasion de 652, Shinnie le relie à la chute des Omeyyades en 750 ;
- la période intermédiaire voit la production locale augmenter, avec comme centre la ville de Faras. À cette période, qui dure jusque vers 1100, les poteries sont peintes de motifs floraux et zoomorphes et montre des influences Omeyyades et même Sassanides[61] ;
- la période tardive, durant le déclin du royaume, voit de nouveau baisser la production locale au profit d’importations égyptiennes. Les poteries produites sur place sont moins ornementées mais un meilleur contrôle des températures de cuisson permet d’obtenir différentes couleurs d’argile.

### Langue
Différentes langues étaient parlées en Makurie. Dans les premiers siècles, quand l’influence byzantine était grande, le grec est la première langue écrite et probablement celle utilisée par la cour royale. Le grec continue à être utilisé dans les époques suivantes pour la liturgie ou des buts cérémoniels comme sur beaucoup de pierres tombales. Cependant les inscriptions plus récentes montrent de nombreuses erreurs grammaticales et orthographiques, signes d’une maîtrise affaiblie de cette langue. On peut aussi supposer que l’ancien nubien, qui était la langue du peuple, devient la langue écrite principale. Les traductions de la Bible et d’autres textes religieux sont largement répandues. Un voyageur arabe affirme que la Nobatie et la Makurie parlaient des langues différentes. La plupart des documents disponibles viennent de Nobatie et la langue semble être l’ancêtre du nobiin parlé actuellement dans la région.
Adams note que les anciennes frontières entre Makurie et Nobatie sont proches de l’actuelle frontière linguistique entre le nobiin et le dongolawi. Une autre langue est répandue en Makurie, le copte. Les relations sont fortes avec les chrétiens d’Égypte et la Makurie semble avoir abondamment utilisé la littérature religieuse copte. Elle reçoit également les afflux réguliers de réfugiés chrétiens d’Égypte parlant le copte. Dans les dernières années du royaumes, l’arabe se met à occuper une place majeure. Les commerçants arabes sont nombreux dans la région et l’arabe semble être devenu la langue commerciale. Au fur et à mesure de l’implantation de ces commerçants, chaque ville de quelque importance voit se développer un quartier arabe.